# Distrito de Dorneck
El Distrito de Dorneck (en alemán Bezirk Dorneck) es uno de los diez distritos del cantón de Soleura (Suiza), ubicado al norte del cantón. Tiene una superficie de 74,63 km². La capital del distrito es Dornach. Dorneck hace parte junto con el distrito de Thierstein de la prefectura o círculo electoral de Dorneck-Thierstein.

## Geografía
El distrito de Dorneck se encuentra dividido en dos: la primera parte está unida al resto del cantón y constituye la parte de mayor importancia en población, además de ser la parte en la que se halla la capital distrital. La segunda parte se halla enclavada entre el cantón de Basilea-Campiña y Francia y constituye el mayor de los tres exclaves del cantón de Soleura.
La primera parte limita al noreste y este con el distrito de Liestal (BL), al sureste con el de Waldenburgo (BL), al suroeste con el de Thierstein y al oeste con el de Laufen (BL). La segunda parte limita al norte con el departamento de Alsacia (Francia), al este con el distrito de Arlesheim (BL), al sur con el de Laufen (BL) y al oeste con el departamento del Alto Rin (Francia).

## Historia
Fortaleza y señoría, bailía de Soleura de 1485/1502 a 1798. El distrito de Dornach, creado durante la República Helvética (1798-1803), fue dividido en 1803 en las bailías de Dorneck y Thierstein, convertidas en distritos en 1831 y que forman juntos la jurisdicción de Dorneck-Thierstein.
Mencionado desde 1360, el castillo fuerte de Dorneck ocupa una barra rocosa al este de Dornach. Sin duda fundado por los Saugern-Pfeffingen, pasó por herencia a los condes de Thierstein en 1180. El conde Sigismundo de Thierstein-Farnsburgo lo cedió en 1360, con todos los derechos, al duque Rodolfo IV de Habsburgo, que se lo devuelve como feudo hereditario. Puesto en hipoteca por los Habsburgo a Henmann von Efringen en 1394, el castillo queda en manos de esta familia, por no haber pagado los Habsburgo la hipoteca. En 1485, Bernhard von Efringen lo vendió a Soleura que, comprando los derechos de los Thierstein, adquirió la soberanía completa en 1502 e hizo del castillo la sede de una bailía. Esta englobaba los pueblos de Dornach, Gempen (adquirido por Soleura en 1485/1502), Seewen (1487), Büren (1502), Hochwald (1509), Rodersdorf, Hofstetten, Flüh, Mariastein, Witterswil (1515), Nuglar-Sankt-Pantaleon (1522, brevemente atribuido a la bailía de Thierstein en el siglo XVI) y Bättwil (1527). Tras la batalla de Dornach de 1499 y la guerra de campesinos de 1525, Soleura reforzó el castillo, que fue gravemente dañado tras la invasión francesa de 1798, y que fue vendido a la comuna de Dornach como "mina" de piedra a título de bien nacional. Dornach donó la ruina en 1903 al cantón de Soleura, que la clasificó en 1935 y la restauró en 1903, 1932-1936, 1998-1999. Sucesor de la bailía, el distrito de Dorneck forma parte de la región de Basilea.

## Comunas
| Distrito de Dorneck    | Distrito de Dorneck    | Distrito de Dorneck |
| Comunas                | Población (31.12.2014) | Superficie km²      |
| ---------------------- | ---------------------- | ------------------- |
| Bättwil                | 1189                   | 1.69                |
| Büren                  | 955                    | 6.22                |
| Dornach                | 6505                   | 5.75                |
| Gempen                 | 875                    | 5.96                |
| Hochwald               | 1286                   | 8.28                |
| Hofstetten-Flüh        | 3186                   | 7.50                |
| Metzerlen-Mariastein   | 923                    | 8.56                |
| Nuglar-Sankt Pantaleon | 1488                   | 6.34                |
| Rodersdorf             | 1288                   | 5.29                |
| Seewen                 | 998                    | 16.39               |
| Witterswil             | 1486                   | 2.65                |
| Total (11)             | 20 179}}               | 74.63               |